# Scott Pelley
Scott Pelley (28 juli 1957) is een Amerikaanse televisiejournalist. Hij trad in 1989 in dienst bij CBS en werd in 2011 presentator van het CBS Evening News. Hij was hier eerder een van de correspondenten voor het CBS-nieuwsprogramma 60 Minutes, correspondent voor 60 Minutes II en politiek verslaggever voor CBS News.